# شرکت بریتانیایی آفریقای جنوبی
شرکت بریتانیایی آفریقای جنوبی (انگلیسی: British South Africa Company) شرکت استخراج معادن بریتانیایی بود، که در سال ۱۸۸۹ توسط سسیل رودز تأسیس شد و در سال ۱۹۶۵ منحل گردید.